# Krishna Navas
Krishna de Caso Navas (Santiago, 18 de enero de 1976) es una presentadora y panelista de televisión chilena.

## Biografía
Hija de la presentadora de televisión Eliana de Caso y hermana de la actriz Yuyuniz Navas. Es diseñadora gráfica de profesión, y ejerció como tal en la revista Caras.
Comenzó su carrera en televisión en el desaparecido Canal 2 Rock & Pop, en el año 1996, donde tenía un programa de videos musicales y entrevistas a cantantes nacionales e internacionales llamado Dúplex. Luego llegó al programa Buenas tardes, Eli de Mega, donde participaba de segmentos como panelista estable.
En 1999 fue coanimadora y conductora en reemplazo de su madre Eli de Caso, emigró junto a ella de Mega a TVN en 2001, donde fue panelista además del programa Pase lo que pase.
En 2002 inaugura su tienda de decoración y accesorios "Krishna", en Anfiteatro Lo Castillo. Al año siguiente participó como panelista en el programa Viva la mañana de Canal 13, donde reemplazó a los animadores en su ausencia.
A fines de 2003 viaja a vivir al Reino Unido, donde pasa una temporada en Brighton estudiando inglés y actuación.
Entre 2004 y 2006 fue notera y panelista del programa Pasiones de TVN y también pasó temporadas ejerciendo la conducción del programa en reemplazo de la conductora.
A fines de 2007, es contratada por Telecanal para conducir "Fascina TV", un programa misceláneo al mediodía, con segmento de modas, cocina y espectáculos. En 2009, estuvo junto a Pamela Díaz, Matilda Svensson y Liliana Ross en el programa Sólo ellas del mismo canal, un espacio de conversación y temáticas femeninas.
En 2010 participa de la producción periodística y reemplaza en la conducción del programa Aló Agricultura, en Radio Agricultura.
En 2011, reemplazó a Savka Pollak en la conducción de En portada (UCV Televisión), y a partir de junio del mismo año, integra el panel de SQP de Chilevisión.
En 2012, reemplaza a Eva Gómez en la conducción del programa La mañana.
Además, ha sido conductora en los programas radiales; Juntos Son Dinamita de FM Tiempo, en el programa Línea abierta de Radio Cariño y en el programa "Chile crece contigo" en Radio Paula.